# أونور سميث
كانت أونور ميلدريد فيفيان سميث طبيبة أعصاب إنجليزية متخصصة في علاج التهاب السحايا السلّي. عملت وعلّمت في المستشفيات التعليمية في جامعة أكسفورد.

## النشأة والتعليم
ولدت أونور سميث في 13 تشرين الثاني/نوفمبر في عام 1908 في بلدة تشيجويل في مدينة إسيكس. كانت الولد السادس من أصل سبعة ولدوا لموظف البنك التجاري البريطاني فيفيان سميث. كانت سميث شغوفة بالصيد ويعود سبب ذلك إلى والدها، ولكنها قررت ممارسة مهنة الطب بشكلٍ خاص بعد أن تأثرت بأمها بدلاً من أن تصبح سيدة مالكة لكلاب الصيد في بلدة بيستر. التحقت بكلية النساء للطب في لندن حيث كانت صديقة والدتها السيدة فلورنس باريت عميدة الكلية آنذاك. حصلت على درجة البكالوريوس في عام 1937 وتخرجت من كلية الطب بالمستشفى الملكي المجاني في عام 1941. توفيت سميث في 18 كانون الثاني/يناير في عام 1995.

## مهنة
بدأت سميث مسيرتها الطبية في مستشفى إليزابيث غاريت أندرسون في لندن، وانتقلت بعدها إلى أكسفورد حيث عملت في وحدة هربرت سيدون للأعصاب المحيطية المصابة. بدأت العمل في وحدة هيو كيرنز لجراحة الأعصاب في مستشفى رادكليف في عام 1943  حيث بدأت مجموعة أبحاثها الطويلة الأمد حول التهاب السحايا. كانت سميث رائدة في استخدام البنسلين داخل القِراب لعلاج التهاب السحايا بالمكورات الرئوية. حصلت على زمالة بحثية في مستشفى بوسطن للأطفال بمنحة من مؤسسة روكفلر في عام 1948، وحصلت على دكتوراه في نفس السنة بعد عودتها إلى أكسفورد.
أصبحت سميث لاحقًا أخصائيًة استشاريًة في الأعصاب وأنشأت وحدة لعلاج التهاب السحايا السلّي في مستشفى تشرشل. كانت قارئة في الطب في جامعة أكسفورد من عام 1954 إلى عام 1961، ونالت أيضًا الزمالة الفخرية لكلية سانت هيوز بأكسفورد. سافرت في عام 1959 إلى المغرب بناءً على طلب من منظمة الصحة العالمية للتحقيق في تفشي مرض الشلل الذي اكتُشف أنه ناجم عن تلوث زيت الطهي بثلاثي كريسيل الفوسفات. حصلت على رتبة فروسية من الإمبراطورية البريطانية في عام 1962 لعملها في علاج التهاب السحايا السلي، وانتُخبت زميلة في الكلية الملكية للأطباء في عام 1965.

## الحياة في وقت لاحق
انتقلت سميث للعيش في مدينة هيرتفوردشير بعد تقاعدها في عام 1971 وأصيبت بفشل القلب وتوفيت في عام 1995 عن عمر يناهز 86 عامًا.